# Danh sách di sản văn hóa Tây Ban Nha được quan tâm ở Ciutadella
Danh sách di sản văn hóa Tây Ban Nha được quan tâm ở Ciutadella.
| Tên                                                    | Dạng                                       | Địa điểm                                                           | Tọa độ                                        | Số hồ sơ tham khảo? | Ngày nhận danh hiệu? | Hình ảnh                                                                      |
| ------------------------------------------------------ | ------------------------------------------ | ------------------------------------------------------------------ | --------------------------------------------- | ------------------- | -------------------- | ----------------------------------------------------------------------------- |
| Algaiarens                                             | Di tích                                    | Ciudadela Algaiarens                                               | 40°02′36″B 3°56′29″Đ / 40,043195°B 3,941361°Đ | RI-51-0008550       | 30-11-1993           | Upload image                                                                  |
| Khu định cư Algaiarens (Dalt Lạch ở Carbó)             | Di tích Khảo cổ học                        | Ciudadela Cala en Carbó                                            | 40°03′16″B 3°55′42″Đ / 40,054387°B 3,928209°Đ | RI-51-0003253       | 10-09-1966           | Upload image                                                                  |
| Khu định cư Aljubs                                     | Di tích Khảo cổ học                        | Ciudadela Els Aljubs, es Figueral                                  | 40°00′23″B 3°55′02″Đ / 40,006307°B 3,917138°Đ | RI-51-0003264       | 10-09-1966           | Upload image                                                                  |
| Khu định cư Trinitat (Reserva des Mitjà Mal)           | Di tích Khảo cổ học                        | Ciudadela                                                          | 39°58′56″B 3°53′51″Đ / 39,98216°B 3,897623°Đ  | RI-51-0003435       | 10-09-1966           | Upload image                                                                  |
| Khu định cư Rafal des Capità                           | Di tích Khảo cổ học                        | Ciudadela Rafal des Capità, Mitjà de s'Arena                       | 40°02′12″B 3°51′39″Đ / 40,036749°B 3,86079°Đ  | RI-51-0003316       | 10-09-1966           | Upload image                                                                  |
| Khu định cư Rafal des Capità                           | Di tích Khảo cổ học                        | Ciudadela Rafal des Capità, s'Antigot de Son Escudero              | 40°02′51″B 3°51′14″Đ / 40,047382°B 3,853965°Đ | RI-51-0003317       | 10-09-1966           | Upload image                                                                  |
| Khu định cư Rafal des Capità                           | Di tích Khảo cổ học                        | Ciudadela Rafal des Capità, Son Fe d'en Sintes                     | 40°02′31″B 3°51′15″Đ / 40,041867°B 3,854172°Đ | RI-51-0003347       | 10-09-1966           | Upload image                                                                  |
| Khu định cư s'Hort Dalt                                | Di tích Khảo cổ học                        | Ciudadela Hort de Dalt                                             | 40°00′26″B 3°50′18″Đ / 40,007106°B 3,83838°Đ  | RI-51-0003298       | 10-09-1966           | Upload image                                                                  |
| Khu định cư sa Marjal Nova (Sant Francesc)             | Di tích Khảo cổ học                        | Ciudadela                                                          | 39°56′27″B 3°54′35″Đ / 39,940843°B 3,909679°Đ | RI-51-0003303       | 10-09-1966           | Upload image                                                                  |
| Khu định cư Santo Domingo                              | Di tích Khảo cổ học                        | Ciudadela Santo Domingo, tanca des Pou                             | 39°57′38″B 3°51′42″Đ / 39,960531°B 3,861704°Đ | RI-51-0003325       | 10-09-1966           | Upload image                                                                  |
| Khu định cư Son Morell Baix                            | Di tích Khảo cổ học                        | Ciudadela Son Morell de Baix, ses Talaies                          | 40°02′17″B 3°52′31″Đ / 40,038076°B 3,875252°Đ | RI-51-0003357       | 10-09-1966           | Upload image                                                                  |
| Khu định cư Son Peu                                    | Di tích Khảo cổ học                        | Ciudadela Son Peu, sa Talaia                                       | 39°59′45″B 3°51′27″Đ / 39,995867°B 3,857528°Đ | RI-51-0003377       | 10-09-1966           | Upload image                                                                  |
| Khu định cư Torralbet                                  | Di tích Khảo cổ học                        | Ciudadela Torralbet, es Pinar de sa mitgera d'Alpara               | 39°57′38″B 3°55′36″Đ / 39,960461°B 3,926665°Đ | RI-51-0003410       | 10-09-1966           | Upload image                                                                  |
| Khu định cư Tháp Ram (Es Bancals)                      | Di tích Khảo cổ học                        | Ciudadela Torre del Ram, els Bancals                               |                                               | RI-51-0003422       | 10-09-1966           | Upload image                                                                  |
| Khu định cư Torrevella Lozano                          | Di tích Khảo cổ học                        | Ciudadela Torrevella de Lozano, es Piló                            | 40°02′19″B 3°50′08″Đ / 40,038688°B 3,835547°Đ | RI-51-0003430       | 10-09-1966           | Upload image                                                                  |
| Khu định cư và hipogeo So na Parets Vives              | Di tích Khảo cổ học                        | Ciudadela So na Parets Vives, Callejón de Pomar                    | 39°55′55″B 3°51′12″Đ / 39,931887°B 3,853279°Đ | RI-51-0003336       | 10-09-1966           | Upload image                                                                  |
| Khu định cư và hipogeo Son Piris                       | Di tích Khảo cổ học                        | Ciudadela Son Piris, na Bernadina                                  | 39°57′09″B 3°54′14″Đ / 39,952435°B 3,903855°Đ | RI-51-0003378       | 10-09-1966           | Upload image                                                                  |
| Banyuls                                                | Di tích                                    | Ciudadela                                                          |                                               | RI-51-0008549       | 30-11-1993           | Upload image                                                                  |
| Barbacana Canaló                                       | Di tích                                    | Ciudadela                                                          |                                               | RI-51-0003262       | 10-09-1966           | Upload image                                                                  |
| Bastión Rey (Bastión Sa Font)                          | Di tích Kiến trúc quân sự Tường thành      | Ciudadela Plaza de sa Font. Museo Municipal                        | 40°00′18″B 3°50′15″Đ / 40,004979°B 3,837415°Đ | RI-51-0008544       | 30-11-1993           | Upload image                                                                  |
| Lạch ở Forcat                                          | Di tích Khảo cổ học                        | Ciudadela                                                          | 40°00′00″B 3°48′04″Đ / 39,999954°B 3,801185°Đ | RI-51-0003427       | 10-09-1966           | Upload image                                                                  |
| Lạch Macarella                                         | Di tích Khảo cổ học                        | Ciudadela                                                          | 39°56′16″B 3°56′17″Đ / 39,93774°B 3,938036°Đ  | RI-51-0003269       | 10-09-1966           | Upload image                                                                  |
| Lạch Macarelleta                                       | Di tích Khảo cổ học                        | Ciudadela                                                          | 39°56′12″B 3°56′10″Đ / 39,936708°B 3,936032°Đ | RI-51-0003270       | 10-09-1966           | Upload image                                                                  |
| Lạch Macarelleta (Es Castellet)                        | Di tích Khảo cổ học                        | Ciudadela                                                          | 39°56′08″B 3°56′07″Đ / 39,935607°B 3,935407°Đ | RI-51-0003267       | 10-09-1966           | Upload image                                                                  |
| Camino des Barranc                                     | Di tích Khảo cổ học                        | Ciudadela                                                          |                                               | RI-51-0003352       | 10-09-1966           | Upload image                                                                  |
| Cantera Son Escudero                                   | Di tích Tiền sử                            | Ciudadela                                                          | 40°02′38″B 3°51′01″Đ / 40,043813°B 3,8502°Đ   | RI-51-0003343       | 10-09-1966           | Upload image                                                                  |
| Cantera Son Sarparets                                  | Di tích Tiền sử                            | Ciudadela Son Sarparets, tanca des Llisar                          |                                               | RI-51-0003385       | 10-09-1966           | Upload image                                                                  |
| Cantera Son Saura Nou                                  | Di tích Tiền sử                            | Ciudadela Son Saura Nou, Punta de sa Barraqueta                    | 39°55′21″B 3°52′51″Đ / 39,922462°B 3,880962°Đ | RI-51-0003388       | 10-09-1966           | Upload image                                                                  |
| Lâu đài San Nicolás                                    | Di tích                                    | Ciudadela                                                          |                                               | RI-51-0003289       | 10-09-1966           | Upload image                                                                  |
| Lâu đài Real Alcázar - Bastión Ayuntamiento Ciutadella | Di tích Kiến trúc quân sự                  | Ciudadela Plaza del Born, actual Ayuntamiento                      | 40°00′03″B 3°50′08″Đ / 40,000868°B 3,835528°Đ | RI-51-0008541       | 30-11-1993           | Castillo Real Alcázar - Bastión del Ayuntamiento de Ciutadella · Upload image |
| Đồi tăng cường Algaiarens                              | Di tích Kiến trúc quân sự                  | Ciudadela Algaiarens, sa Bassa Verda                               | 40°03′10″B 3°56′07″Đ / 40,052847°B 3,935382°Đ | RI-51-0003256       | 10-09-1966           | Upload image                                                                  |
| Đồi tăng cường sa Fontsanta                            | Di tích Khảo cổ học                        | Ciudadela Sa Fontsanta, n'Ametllareta                              | 40°02′12″B 3°56′59″Đ / 40,036585°B 3,949792°Đ | RI-51-0003300       | 10-09-1966           | Upload image                                                                  |
| Đồi tăng cường Santa Bárbara (Es Puig)                 | Di tích Khảo cổ học                        | Ciudadela Santa Bárbara                                            | 40°00′14″B 3°57′49″Đ / 40,003983°B 3,963568°Đ | RI-51-0003320       | 10-09-1966           | Upload image                                                                  |
| Đồi tăng cường Torrepetxina Nova                       | Di tích Khảo cổ học                        | Ciudadela Torrepetxina Nova, sa Talaia                             | 39°58′06″B 3°57′56″Đ / 39,968388°B 3,965589°Đ | RI-51-0003416       | 10-09-1966           | Upload image                                                                  |
| Quần thể histórico Ciudadela                           | Khu phức hợp lịch sử                       | Ciudadela                                                          | 40°00′05″B 3°50′15″Đ / 40,001484°B 3,837436°Đ | RI-53-0000056       | 24-12-1964           | Conjunto histórico de Ciudadela · Upload image                                |
| Quần thể tiền sử Son Fedelic                           | Di tích Khảo cổ học                        | Ciudadela Son Fedelic, s'Antigot                                   | 40°01′02″B 3°51′49″Đ / 40,017221°B 3,86373°Đ  | RI-51-0003350       | 10-09-1966           | Upload image                                                                  |
| Cova Murada                                            | Di tích                                    | Ciudadela                                                          |                                               | RI-51-0003276       | 10-09-1966           | Upload image                                                                  |
| Hang León (Cueva Borinots)                             | Di tích Khảo cổ học                        | Ciudadela Torrepetxina Nova                                        | 39°58′08″B 3°57′56″Đ / 39,96898°B 3,965612°Đ  | RI-51-0003275       | 10-09-1966           | Upload image                                                                  |
| Hang s'Aigo                                            | Di tích                                    | Ciudadela Parelleta, Cala Blanca                                   | 39°58′16″B 3°50′05″Đ / 39,971085°B 3,834614°Đ | RI-51-0003312       | 10-09-1966           | Upload image                                                                  |
| Hang ses Pigellides                                    | Di tích                                    | Ciudadela                                                          |                                               | RI-51-0003261       | 10-09-1966           | Upload image                                                                  |
| Hang Carritx                                           | Di tích Khảo cổ học                        | Ciudadela Torrepetxina Nova                                        | 39°58′02″B 3°57′57″Đ / 39,967188°B 3,965889°Đ | RI-51-0010484       | 03-05-2000           | Upload image                                                                  |
| Hang Musol                                             | Di tích Khảo cổ học                        | Ciudadela Son Solomó                                               | 40°02′25″B 3°49′08″Đ / 40,040343°B 3,819022°Đ | RI-51-0010485       | 03-05-2000           | Upload image                                                                  |
| Hang Rafal des Capità (Cueva d'en Vallori)             | Di tích Khảo cổ học                        | Ciudadela Rafal des Capità                                         | 40°03′13″B 3°51′14″Đ / 40,053638°B 3,853757°Đ | RI-51-0003344       | 10-09-1966           | Upload image                                                                  |
| Hang Cap                                               | Di tích                                    | Ciudadela                                                          |                                               | RI-51-0003306       | 10-09-1966           | Upload image                                                                  |
| Hang Grans                                             | Di tích Khảo cổ học                        | Ciudadela Torrepetxina Nova                                        | 39°58′02″B 3°57′59″Đ / 39,967295°B 3,966503°Đ | RI-51-0003417       | 10-09-1966           | Upload image                                                                  |
| Hang Lạch Morell                                       | Di tích Khảo cổ học                        | Ciudadela                                                          | 40°02′58″B 3°52′56″Đ / 40,049565°B 3,882313°Đ | RI-51-0003364       | 10-09-1966           | Upload image                                                                  |
| Hang Murada                                            | Di tích                                    | Ciudadela                                                          |                                               | RI-51-0003419       | 10-09-1966           | Upload image                                                                  |
| Egipte (Sa Teulera Vella)                              | Di tích                                    | Ciudadela                                                          |                                               | RI-51-0003296       | 10-09-1966           | Upload image                                                                  |
| Es Barranc                                             | Di tích                                    | Ciudadela                                                          |                                               | RI-51-0003319       | 10-09-1966           | Upload image                                                                  |
| Es Canaló                                              | Di tích Khảo cổ học                        | Ciudadela                                                          | 40°00′43″B 3°49′04″Đ / 40,011987°B 3,81764°Đ  | RI-51-0003438       | 10-09-1966           | Upload image                                                                  |
| Es Puig                                                | Di tích                                    | Ciudadela                                                          |                                               | RI-51-0003393       | 10-09-1966           | Upload image                                                                  |
| Es Trabucs                                             | Di tích                                    | Ciudadela                                                          | 39°59′49″B 3°49′36″Đ / 39,997017°B 3,826662°Đ | RI-51-0003290       | 10-09-1966           | Upload image                                                                  |
| Font sa Teula                                          | Di tích Khảo cổ học                        | Ciudadela Algaiarens                                               | 40°02′52″B 3°57′17″Đ / 40,047704°B 3,954761°Đ | RI-51-0003258       | 10-09-1966           | Upload image                                                                  |
| Hipogeo Binigarba                                      | Di tích Khảo cổ học Hipogeo                | Ciudadela                                                          | 39°59′46″B 3°54′19″Đ / 39,995986°B 3,905198°Đ | RI-51-0003279       | 10-09-1966           | Upload image                                                                  |
| Hipogeo Hort d'en Vigo                                 | Di tích Khảo cổ học Hipogeo                | Ciudadela Hort d'en Vigo                                           | 40°01′23″B 3°50′07″Đ / 40,023038°B 3,835411°Đ | RI-51-0003301       | 10-09-1966           | Upload image                                                                  |
| Hipogeo sa Marjal Nova                                 | Di tích Tiền sử Necrópolis                 | Ciudadela Sa Marjal Nova, Cala en Turqueta, canal de ses Arboceres | 39°55′57″B 3°54′59″Đ / 39,932515°B 3,916384°Đ | RI-51-0003268       | 10-09-1966           | Upload image                                                                  |
| Hipogeo sa Marjal Vella (Els Riuets)                   | Di tích Khảo cổ học Hipogeo                | Ciudadela                                                          | 39°56′33″B 3°54′03″Đ / 39,942408°B 3,900811°Đ | RI-51-0003305       | 10-09-1966           | Upload image                                                                  |
| Hipogeo sa Marjal Vella (Tanca des Pou)                | Di tích Khảo cổ học Hipogeo                | Ciudadela Sa Marjal Vella, tanca des Pou                           | 39°56′32″B 3°54′19″Đ / 39,94219°B 3,905263°Đ  | RI-51-0003304       | 10-09-1966           | Upload image                                                                  |
| Hipogeo Sant Joan Gran                                 | Di tích Khảo cổ học Hipogeo                | Ciudadela Sant Joan Gran, cova des Pastell d'enfora                | 39°58′23″B 3°52′43″Đ / 39,973158°B 3,878586°Đ | RI-51-0003331       | 10-09-1966           | Upload image                                                                  |
| Hipogeo Sant Joanet                                    | Di tích Khảo cổ học Hipogeo                | Ciudadela                                                          | 39°57′54″B 3°52′50″Đ / 39,965065°B 3,880566°Đ | RI-51-0003332       | 10-09-1966           | Upload image                                                                  |
| Hipogeo ses Angoixes                                   | Di tích Khảo cổ học Hipogeo                | Ciudadela                                                          | 40°00′20″B 3°53′17″Đ / 40,005557°B 3,887974°Đ | RI-51-0003271       | 10-09-1966           | Upload image                                                                  |
| Hipogeo Son Camps                                      | Di tích Khảo cổ học Hipogeo                | Ciudadela Son Camps, tanca de Vila                                 | 39°59′51″B 3°55′04″Đ / 39,997568°B 3,917739°Đ | RI-51-0003339       | 10-09-1966           | Upload image                                                                  |
| Hipogeo Son Marçal (Cueva Son Marc)                    | Di tích Khảo cổ học Hipogeo                | Ciudadela                                                          | 40°00′32″B 3°51′10″Đ / 40,008967°B 3,852708°Đ | RI-51-0003355       | 10-09-1966           | Upload image                                                                  |
| Hipogeo Son Olives                                     | Di tích Khảo cổ học Hipogeo                | Ciudadela Son Olives                                               | 39°59′05″B 3°57′32″Đ / 39,984842°B 3,958862°Đ | RI-51-0003375       | 10-09-1966           | Upload image                                                                  |
| Hipogeo Son Sivineta                                   | Di tích Khảo cổ học Hipogeo                | Ciudadela Son Sivineta, callejón de Bouer                          | 40°00′01″B 3°54′52″Đ / 40,000207°B 3,914534°Đ | RI-51-0003391       | 10-09-1966           | Upload image                                                                  |
| Hipogeo Son Sivineta                                   | Di tích Khảo cổ học Hipogeo                | Ciudadela Son Sivineta, tanca de sa Cova, els Aljubs               | 40°00′17″B 3°55′00″Đ / 40,004706°B 3,916537°Đ | RI-51-0003263       | 10-09-1966           | Upload image                                                                  |
| Hipogeo Son Vivó                                       | Di tích Khảo cổ học Hipogeo                | Ciudadela Son Vivó, tanca de sa Cova                               | 39°58′40″B 3°51′36″Đ / 39,977802°B 3,859997°Đ | RI-51-0003404       | 10-09-1966           | Upload image                                                                  |
| Hipogeo Son Vivó (s'Estable)                           | Di tích Khảo cổ học Hipogeo                | Ciudadela Son Vivó                                                 | 39°58′42″B 3°51′48″Đ / 39,978436°B 3,863236°Đ | RI-51-0003402       | 10-09-1966           | Upload image                                                                  |
| Hipogeo Tháp d'en Quart                                | Di tích Khảo cổ học Hipogeo                | Ciudadela                                                          |                                               | RI-51-0003421       | 10-09-1966           | Upload image                                                                  |
| Hipogeo Tháp Ram                                       | Di tích Khảo cổ học Hipogeo                | Ciudadela Torre del Ram, tanca de sa Cova                          | 40°00′21″B 3°48′34″Đ / 40,005741°B 3,809501°Đ | RI-51-0003426       | 10-09-1966           | Upload image                                                                  |
| Hipogeo dels Tudons (n'Abella d'endins)                | Di tích Khảo cổ học Hipogeo                | Ciudadela Els Tudons, n'Abella d'endins                            | 40°00′16″B 3°53′44″Đ / 40,004542°B 3,895487°Đ | RI-51-0003441       | 10-09-1966           | Upload image                                                                  |
| Hipogeo dels Tudons (Tanca s'Era)                      | Di tích Khảo cổ học Hipogeo                | Ciudadela                                                          | 39°59′57″B 3°53′28″Đ / 39,999273°B 3,891218°Đ | RI-51-0003446       | 10-09-1966           | Upload image                                                                  |
| Hipogeo và restos Algaiarens (Es Comellar)             | Di tích Khảo cổ học Hipogeo                | Ciudadela                                                          | 40°02′47″B 3°56′34″Đ / 40,046396°B 3,94282°Đ  | RI-51-0003254       | 10-09-1966           | Upload image                                                                  |
| Hipogeo và restos Son Solomó (Na Rotja)                | Di tích Khảo cổ học Hipogeo                | Ciudadela Son Solomó, na Rotja                                     | 40°02′01″B 3°49′28″Đ / 40,03363°B 3,824336°Đ  | RI-51-0003383       | 10-09-1966           | Upload image                                                                  |
| Hipogeo và sitjot dels Tudons (s'Aljubet)              | Di tích Khảo cổ học Hipogeo                | Ciudadela Els Tudons                                               | 39°59′39″B 3°53′37″Đ / 39,994128°B 3,893482°Đ | RI-51-0003445       | 10-09-1966           | Upload image                                                                  |
| Molino Dalt (Molino agua)                              | Di tích Dân tộc học                        | Ciudadela                                                          |                                               | RI-51-0007011       | 17-06-1993           | Upload image                                                                  |
| Naveta Binipati Nou                                    | Di tích Khảo cổ học                        | Ciudadela Binipati Nou, tanca de ses Canessies                     | 39°59′30″B 3°53′25″Đ / 39,991679°B 3,890238°Đ | RI-51-0003281       | 10-09-1966           | Upload image                                                                  |
| Naveta định cư Alfurinet                               | Di tích Khảo cổ học Asentamiento romano    | Ciudadela Alfurinet, Font des Porcs                                | 40°02′44″B 3°58′01″Đ / 40,045615°B 3,967002°Đ | RI-51-0003250       | 10-09-1966           | Upload image                                                                  |
| Naveta định cư Parelleta                               | Di tích Khảo cổ học                        | Ciudadela Parelleta, Cala Blanca                                   | 39°58′05″B 3°50′12″Đ / 39,968038°B 3,83667°Đ  | RI-51-0003314       | 10-09-1966           | Upload image                                                                  |
| Naveta định cư sa Muntanyeta                           | Di tích Khảo cổ học                        | Ciudadela Sa Muntanyeta, tanca de ses Eres                         | 39°59′49″B 3°57′52″Đ / 39,996892°B 3,964388°Đ | RI-51-0003311       | 10-09-1966           | Upload image                                                                  |
| Naveta định cư sa Pabordia Vella                       | Di tích Khảo cổ học                        | Ciudadela                                                          | 39°57′53″B 3°56′30″Đ / 39,964647°B 3,941751°Đ | RI-51-0003315       | 10-09-1966           | Upload image                                                                  |
| Naveta định cư Son Blanc (Es Castellar)                | Di tích Khảo cổ học                        | Ciudadela Son Blanc, Caleta d'en Gorries, es Castellar             | 39°58′52″B 3°50′05″Đ / 39,981054°B 3,834748°Đ | RI-51-0003283       | 10-09-1966           | Upload image                                                                  |
| Naveta định cư và hipogeo Son Quart                    | Di tích Khảo cổ học Hipogeo                | Ciudadela Son Quart, s'Hortal de ses Cases                         | 40°00′37″B 3°53′16″Đ / 40,010195°B 3,887785°Đ | RI-51-0003380       | 10-09-1966           | Upload image                                                                  |
| Naveta Cova (Es Pinar)                                 | Di tích Khảo cổ học                        | Ciudadela                                                          | 39°56′16″B 3°53′45″Đ / 39,937728°B 3,895928°Đ | RI-51-0003294       | 10-09-1966           | Upload image                                                                  |
| Naveta Son Morell Dalt                                 | Di tích Khảo cổ học                        | Ciudadela Son Morell de Dalt, sa Punta Gran                        | 40°02′11″B 3°52′27″Đ / 40,036452°B 3,874251°Đ | RI-51-0003235       | 10-09-1966           | Upload image                                                                  |
| Naveta Tháp Ram (Pont ses Arades, Cova des Camí)       | Di tích Khảo cổ học                        | Ciudadela                                                          |                                               | RI-51-0003424       | 10-09-1966           | Upload image                                                                  |
| Naveta des Tudons                                      | Di tích Khảo cổ học                        | Ciudadela Els Tudons                                               | 40°00′11″B 3°53′30″Đ / 40,003089°B 3,891632°Đ | RI-51-0003442       | 03-06-1931           | Naveta des Tudons · Upload image                                              |
| Naveta và tumbas Tháp Ram                              | Di tích Khảo cổ học                        | Ciudadela Torre del Ram, tanca des Bouer Vell                      | 40°00′38″B 3°48′45″Đ / 40,01068°B 3,812544°Đ  | RI-51-0003423       | 10-09-1966           | Upload image                                                                  |
| Navetas Poticari                                       | Di tích Khảo cổ học                        | Ciudadela Torralbet, el Poticari                                   | 39°57′58″B 3°55′37″Đ / 39,966012°B 3,926978°Đ | RI-51-0003411       | 10-09-1966           | Upload image                                                                  |
| Nghĩa địa Algaiarens (Canalón ở Sintes)                | Di tích Khảo cổ học Necrópolis             | Ciudadela Algaiarens                                               | 40°02′57″B 3°56′23″Đ / 40,049155°B 3,939635°Đ | RI-51-0003260       | 10-09-1966           | Upload image                                                                  |
| Nghĩa địa Algaiarens (Hang l'Amo ở Marc)               | Di tích Khảo cổ học Necrópolis             | Ciudadela                                                          | 40°02′48″B 3°57′10″Đ / 40,046721°B 3,952716°Đ | RI-51-0003297       | 10-09-1966           | Upload image                                                                  |
| Nghĩa địa Algaiarens (Font d'en Cumaru)                | Di tích Khảo cổ học Necrópolis             | Ciudadela Algaiarens                                               | 40°03′06″B 3°55′33″Đ / 40,051567°B 3,925696°Đ | RI-51-0003257       | 10-09-1966           | Upload image                                                                  |
| Nghĩa địa Ciudadela (Kênh dels Horts)                  | Di tích Khảo cổ học Necrópolis             | Ciudadela Paseio del Pla de Sant Joan                              | 40°00′18″B 3°50′13″Đ / 40,005045°B 3,836882°Đ | RI-51-0003284       | 10-09-1966           | Upload image                                                                  |
| Nghĩa địa Ciudadela (Kênh Salat)                       | Di tích Khảo cổ học Necrópolis             | Ciudadela Calle del Doctor Fleming                                 | 39°59′45″B 3°50′23″Đ / 39,995877°B 3,839648°Đ | RI-51-0003285       | 10-09-1966           | Upload image                                                                  |
| Nghĩa địa Cova (Ses Cases)                             | Di tích Khảo cổ học Necrópolis             | Ciudadela                                                          | 39°56′31″B 3°53′48″Đ / 39,942052°B 3,896654°Đ | RI-51-0003292       | 10-09-1966           | Upload image                                                                  |
| Nghĩa địa Trinitat (Es Passatget)                      | Di tích Khảo cổ học Necrópolis             | Ciudadela                                                          |                                               | RI-51-0003436       | 10-09-1966           | Upload image                                                                  |
| Nghĩa địa sa Cavalleria Vella                          | Di tích Khảo cổ học Necrópolis             | Ciudadela Cavalleria Vella, tanca de sa Cova                       | 39°59′17″B 3°54′09″Đ / 39,988173°B 3,90248°Đ  | RI-51-0003287       | 10-09-1966           | Upload image                                                                  |
| Nghĩa địa Cova                                         | Di tích Khảo cổ học Necrópolis             | Ciudadela La Cova, tanca de sa Cova                                | 39°56′15″B 3°53′38″Đ / 39,937448°B 3,893942°Đ | RI-51-0003293       | 10-09-1966           | Upload image                                                                  |
| Nghĩa địa Sant Joan Gran                               | Di tích Khảo cổ học Necrópolis             | Ciudadela Sant Joan Gran, es Bouer Vell                            | 39°58′24″B 3°53′04″Đ / 39,973222°B 3,884451°Đ | RI-51-0003330       | 10-09-1966           | Upload image                                                                  |
| Nghĩa địa Santa Ana                                    | Di tích Khảo cổ học                        | Ciudadela Santa Anna, es Milocar, es Barranc                       | 39°56′53″B 3°56′23″Đ / 39,948191°B 3,939604°Đ | RI-51-0003318       | 10-09-1966           | Upload image                                                                  |
| Nghĩa địa Santandria                                   | Di tích Khảo cổ học Necrópolis             | Ciudadela Cala Santandria                                          | 39°58′38″B 3°50′21″Đ / 39,977242°B 3,839139°Đ | RI-51-0003324       | 10-09-1966           | Upload image                                                                  |
| Nghĩa địa ses Arenetes                                 | Di tích Khảo cổ học Necrópolis             | Ciudadela Ses Arenetes, es Coster de Son Quart                     | 40°00′32″B 3°53′25″Đ / 40,008881°B 3,890144°Đ | RI-51-0003274       | 10-09-1966           | Upload image                                                                  |
| Nghĩa địa Son Febrer                                   | Di tích Khảo cổ học Necrópolis             | Ciudadela                                                          | 39°58′40″B 3°56′44″Đ / 39,977728°B 3,945481°Đ | RI-51-0003349       | 10-09-1966           | Upload image                                                                  |
| Nghĩa địa Son Saura Nou                                | Di tích Khảo cổ học Necrópolis             | Ciudadela Son Saura Nou, sa Marina, els Escalons                   | 39°55′22″B 3°52′35″Đ / 39,922804°B 3,876346°Đ | RI-51-0003387       | 10-09-1966           | Upload image                                                                  |
| Nghĩa địa Son Sintes                                   | Di tích Khảo cổ học Necrópolis             | Ciudadela Son Sintes, es Desmamadors, tanca des Vilàs              | 39°59′35″B 3°55′40″Đ / 39,993187°B 3,927655°Đ | RI-51-0003390       | 10-09-1966           | Upload image                                                                  |
| Nghĩa địa Son Toni Martí                               | Di tích Khảo cổ học Necrópolis             | Ciudadela Son Toni Martí, ses Cases                                | 40°00′12″B 3°56′30″Đ / 40,003383°B 3,941601°Đ | RI-51-0003394       | 10-09-1966           | Upload image                                                                  |
| Nghĩa địa Torrepetxina Nova (Es Barranc)               | Di tích Khảo cổ học Necrópolis             | Ciudadela                                                          | 39°57′58″B 3°57′55″Đ / 39,965987°B 3,96529°Đ  | RI-51-0003418       | 10-09-1966           | Upload image                                                                  |
| Nghĩa địa Tháp Saura (Es Barranc)                      | Di tích Khảo cổ học Necrópolis             | Ciudadela                                                          | 39°58′45″B 3°56′39″Đ / 39,979233°B 3,944165°Đ | RI-51-0003431       | 10-09-1966           | Upload image                                                                  |
| Nghĩa địa des Tudons                                   | Di tích Khảo cổ học Necrópolis             | Ciudadela Els Tudons, es Pinar, tanca de ses Sivines               | 40°00′14″B 3°53′57″Đ / 40,003966°B 3,899177°Đ | RI-51-0003440       | 10-09-1966           | Upload image                                                                  |
| Parella Vella                                          | Di tích Khảo cổ học                        | Ciudadela Parella Vella, ses Cases                                 | 39°57′42″B 3°50′59″Đ / 39,961723°B 3,849812°Đ | RI-51-0003313       | 10-09-1966           | Upload image                                                                  |
| Partió Sa Cavalleria                                   | Di tích Khảo cổ học                        | Ciudadela La Trinitat, partió de sa Cavalleria                     | 39°59′11″B 3°53′43″Đ / 39,986426°B 3,895167°Đ | RI-51-0003437       | 10-09-1966           | Upload image                                                                  |
| Paseo San Nicolás                                      | Di tích Khảo cổ học Restos paleocristianos | Ciudadela Paseo de San Nicolás - camno de Baix                     | 39°59′48″B 3°49′33″Đ / 39,996536°B 3,825755°Đ | RI-51-0003288       | 10-09-1966           | Upload image                                                                  |
| Pinar sa Cova                                          | Di tích Khảo cổ học                        | Ciudadela                                                          | 39°56′34″B 3°53′29″Đ / 39,942811°B 3,89141°Đ  | RI-51-0003295       | 10-09-1966           | Upload image                                                                  |
| Pla Mar Dalt                                           | Di tích Khảo cổ học                        | Ciudadela                                                          | 40°02′25″B 3°58′25″Đ / 40,040413°B 3,973669°Đ | RI-51-0003327       | 10-09-1966           | Upload image                                                                  |
| Pleta s'Ase                                            | Di tích Khảo cổ học                        | Ciudadela Torre del Ram                                            | 40°00′34″B 3°48′34″Đ / 40,009423°B 3,809487°Đ | RI-51-0003425       | 10-09-1966           | Upload image                                                                  |
| Pleta sa Barraca ses Pinyanes                          | Di tích Khảo cổ học                        | Ciudadela Son Morell de Dalt                                       | 40°01′36″B 3°52′28″Đ / 40,02676°B 3,874471°Đ  | RI-51-0003361       | 10-09-1966           | Upload image                                                                  |
| Pleta sa Talaia                                        | Di tích Khảo cổ học                        | Ciudadela Els Tudons                                               | 39°59′43″B 3°53′35″Đ / 39,995164°B 3,892967°Đ | RI-51-0003439       | 10-09-1966           | Upload image                                                                  |
| Pleta ses Lluques                                      | Di tích Khảo cổ học                        | Ciudadela Algaiarens                                               | 40°02′50″B 3°56′16″Đ / 40,047304°B 3,937649°Đ | RI-51-0003259       | 10-09-1966           | Upload image                                                                  |
| Pleta des Pou                                          | Di tích Khảo cổ học                        | Ciudadela Son Camps                                                |                                               | RI-51-0003340       | 10-09-1966           | Upload image                                                                  |
| Pleta des Rebles                                       | Di tích Khảo cổ học                        | Ciudadela                                                          |                                               | RI-51-0003326       | 10-09-1966           | Upload image                                                                  |
| Pletes ses Oliveres                                    | Di tích Khảo cổ học                        | Ciudadela Son Vivó                                                 | 39°58′43″B 3°51′57″Đ / 39,978559°B 3,865716°Đ | RI-51-0003403       | 10-09-1966           | Upload image                                                                  |
| Khu dân cư Alfurinet (Ses Tanquetes)                   | Di tích Khảo cổ học                        | Ciudadela Alfurinet                                                | 40°02′18″B 3°57′33″Đ / 40,038336°B 3,959145°Đ | RI-51-0003249       | 10-09-1966           | Upload image                                                                  |
| Khu dân cư Algaiarens (Pujol sa Taula)                 | Di tích Khảo cổ học                        | Ciudadela Algaiarens                                               | 40°02′39″B 3°56′31″Đ / 40,044192°B 3,941809°Đ | RI-51-0003252       | 10-09-1966           | Upload image                                                                  |
| Khu dân cư Bellaventura                                | Di tích Khảo cổ học                        | Ciudadela                                                          | 39°58′40″B 3°55′20″Đ / 39,977876°B 3,922257°Đ | RI-51-0003277       | 10-09-1966           | Upload image                                                                  |
| Khu dân cư Biniatram                                   | Di tích Khảo cổ học                        | Ciudadela Biniatram, ses Talaies                                   | 40°02′15″B 3°53′44″Đ / 40,037588°B 3,895687°Đ | RI-51-0003278       | 10-09-1966           | Upload image                                                                  |
| Khu dân cư Lạch Morell (Es Coll Sa Cala)               | Di tích Khảo cổ học                        | Ciudadela Son Morell Nou, Cala Morell                              | 40°03′27″B 3°52′58″Đ / 40,057539°B 3,882884°Đ | RI-51-0003363       | 10-09-1966           | Poblado de Cala Morell · Upload image                                         |
| Khu dân cư Cova                                        | Di tích Khảo cổ học                        | Ciudadela La Cova, tanca de s'Antigot, tanca des Forn de Calç      | 39°56′24″B 3°53′28″Đ / 39,939949°B 3,891217°Đ | RI-51-0003291       | 10-09-1966           | Upload image                                                                  |
| Khu dân cư Lloc des Pou                                | Di tích Khảo cổ học                        | Ciudadela Lloc des Pou, tanca de sa Talaia                         | 39°58′08″B 3°53′10″Đ / 39,969001°B 3,88611°Đ  | RI-51-0003302       | 10-09-1966           | Upload image                                                                  |
| Khu dân cư navetas Algaiarens (Muntanya Mala)          | Di tích Khảo cổ học                        | Ciudadela Algaiarens, sa Falconera, sa Fita, Muntanya Mala         | 40°03′08″B 3°57′22″Đ / 40,052305°B 3,956018°Đ | RI-51-0003255       | 10-09-1966           | Upload image                                                                  |
| Khu dân cư navetas Son Morell Baix                     | Di tích Khảo cổ học                        | Ciudadela Son Morell de Baix, Clariana                             | 40°02′18″B 3°52′39″Đ / 40,038327°B 3,877604°Đ | RI-51-0003358       | 10-09-1966           | Upload image                                                                  |
| Khu dân cư navetas Son Morell Nuevo                    | Di tích Khảo cổ học                        | Ciudadela Son Morell Nou, s'Antigot                                | 40°02′41″B 3°52′57″Đ / 40,044613°B 3,882551°Đ | RI-51-0003362       | 10-09-1966           | Upload image                                                                  |
| Khu dân cư ses Arenes Baix (Sa Talia)                  | Di tích Khảo cổ học                        | Ciudadela Ses Arenes de Baix, tanca de s'Antigot                   | 40°01′24″B 3°53′41″Đ / 40,023248°B 3,894701°Đ | RI-51-0003272       | 10-09-1966           | Upload image                                                                  |
| Khu dân cư ses Tavernes                                | Di tích Khảo cổ học                        | Ciudadela Ses Tavernes                                             | 39°59′59″B 3°56′08″Đ / 39,999824°B 3,935484°Đ | RI-51-0003407       | 10-09-1966           | Upload image                                                                  |
| Khu dân cư Son Angladó                                 | Di tích Khảo cổ học                        | Ciudadela Son Angladó, ses Talaies de Prop                         | 40°01′27″B 3°51′29″Đ / 40,024239°B 3,858164°Đ | RI-51-0003334       | 10-09-1966           | Upload image                                                                  |
| Khu dân cư Son Catlar                                  | Di tích Khảo cổ học                        | Ciudadela Son Catlar                                               | 39°57′14″B 3°52′30″Đ / 39,954012°B 3,875036°Đ | RI-51-0003342       | 03-06-1931           | Poblado de Son Catlar · Upload image                                          |
| Khu dân cư Son Fe Capó (Son Fe Bagur)                  | Di tích Khảo cổ học                        | Ciudadela                                                          | 40°01′58″B 3°51′11″Đ / 40,032823°B 3,853099°Đ | RI-51-0003346       | 10-09-1966           | Upload image                                                                  |
| Khu dân cư Son Fe Vell                                 | Di tích Khảo cổ học                        | Ciudadela Son Fe Vell, sa Talaia                                   | 40°01′33″B 3°50′48″Đ / 40,025811°B 3,846558°Đ | RI-51-0003348       | 10-09-1966           | Upload image                                                                  |
| Khu dân cư Son Guillem                                 | Di tích Khảo cổ học                        | Ciudadela Son Guillem, s'Hortal                                    | 39°58′45″B 3°57′17″Đ / 39,979208°B 3,954754°Đ | RI-51-0003351       | 10-09-1966           | Upload image                                                                  |
| Khu dân cư Son Marc (Hortal Davant Ses Cases)          | Di tích Khảo cổ học                        | Ciudadela                                                          | 39°56′28″B 3°51′30″Đ / 39,94117°B 3,858362°Đ  | RI-51-0003354       | 10-09-1966           | Upload image                                                                  |
| Khu dân cư Son Marc (Sa Talaieta)                      | Di tích Khảo cổ học                        | Ciudadela                                                          | 39°56′30″B 3°51′34″Đ / 39,941598°B 3,859548°Đ | RI-51-0003353       | 10-09-1966           | Upload image                                                                  |
| Khu dân cư Son Marquet                                 | Di tích Khảo cổ học                        | Ciudadela Son Marquet, els Antigots                                | 39°56′29″B 3°51′57″Đ / 39,94125°B 3,865762°Đ  | RI-51-0003356       | 10-09-1966           | Upload image                                                                  |
| Khu dân cư Son Morell Baix                             | Di tích Khảo cổ học                        | Ciudadela Clariana, sa Talaia                                      | 40°02′16″B 3°52′43″Đ / 40,037891°B 3,878516°Đ | RI-51-0003359       | 10-09-1966           | Upload image                                                                  |
| Khu dân cư Son Olivar Baix                             | Di tích Khảo cổ học                        | Ciudadela Son Olivar de Baix                                       | 39°56′28″B 3°50′11″Đ / 39,941088°B 3,836449°Đ | RI-51-0003368       | 10-09-1966           | Upload image                                                                  |
| Khu dân cư Son Olivaret Nou                            | Di tích Khảo cổ học                        | Ciudadela Son Olivaret Nou, Clot dels Diners                       | 39°56′59″B 3°51′00″Đ / 39,9497°B 3,850063°Đ   | RI-51-0003371       | 10-09-1966           | Upload image                                                                  |
| Khu dân cư Son Saura Nou                               | Di tích Khảo cổ học                        | Ciudadela                                                          | 39°55′52″B 3°52′16″Đ / 39,931146°B 3,87121°Đ  | RI-51-0003386       | 10-09-1966           | Upload image                                                                  |
| Khu dân cư Son Vivó                                    | Di tích Khảo cổ học                        | Ciudadela Son Vivó, tanca de sa Talaia                             | 39°58′45″B 3°51′49″Đ / 39,979044°B 3,863708°Đ | RI-51-0003401       | 10-09-1966           | Upload image                                                                  |
| Khu dân cư Torralba                                    | Di tích Khảo cổ học                        | Ciudadela                                                          | 39°57′30″B 3°56′07″Đ / 39,958422°B 3,935292°Đ | RI-51-0003409       | 10-09-1966           | Upload image                                                                  |
| Khu dân cư Torrenova Lozano                            | Di tích Khảo cổ học                        | Ciudadela Torrenova d'en Lozano, tanca de sa Talaia                | 40°02′23″B 3°50′29″Đ / 40,039674°B 3,841413°Đ | RI-51-0003415       | 10-09-1966           | Upload image                                                                  |
| Khu dân cư và hipogeo sa Muntanya Vella                | Di tích Khảo cổ học Hipogeo                | Ciudadela Muntanya Vella, s'Olivereta                              | 39°59′45″B 3°57′09″Đ / 39,995797°B 3,952492°Đ | RI-51-0003309       | 10-09-1966           | Upload image                                                                  |
| Khu dân cư và hipogeos Son Quart (Tanca Sa Talaia)     | Di tích Khảo cổ học Hipogeo                | Ciudadela Son Quart, ses Talaies                                   | 40°01′10″B 3°53′16″Đ / 40,019316°B 3,887655°Đ | RI-51-0003381       | 10-09-1966           | Upload image                                                                  |
| Khu dân cư và hipogeos Son Saura Vell                  | Di tích Khảo cổ học Hipogeo                | Ciudadela Son Saura Vell, tanca Que No Es Sembra                   | 39°56′32″B 3°53′00″Đ / 39,942087°B 3,88347°Đ  | RI-51-0003389       | 10-09-1966           | Upload image                                                                  |
| Khu dân cư và nghĩa địa Montefí                        | Di tích Khảo cổ học                        | Ciudadela Montefí, ses Talaies                                     | 40°00′20″B 3°51′49″Đ / 40,005596°B 3,863742°Đ | RI-51-0003307       | 10-09-1966           | Upload image                                                                  |
| Khu dân cư và nghĩa địa Morvedre Nou                   | Di tích Khảo cổ học                        | Ciudadela Morvedre Nou, Puig de Son Tica                           | 39°58′08″B 3°54′02″Đ / 39,968784°B 3,900482°Đ | RI-51-0003308       | 10-09-1966           | Upload image                                                                  |
| Khu dân cư và nghĩa địa Santa Rosa                     | Di tích Khảo cổ học                        | Ciudadela Santa Rosa, ses Talaies                                  | 39°58′14″B 3°52′08″Đ / 39,97046°B 3,868786°Đ  | RI-51-0003323       | 10-09-1966           | Upload image                                                                  |
| Khu dân cư và nghĩa địa Torrepetxina Vella             | Di tích Khảo cổ học                        | Ciudadela Torrepetxina Vella, tanca dels Antigots                  | 39°58′23″B 3°57′16″Đ / 39,973026°B 3,954508°Đ | RI-51-0003420       | 10-09-1966           | Upload image                                                                  |
| Puig Juliá                                             | Di tích Khảo cổ học                        | Ciudadela Alfurinet, Puig Juliá                                    | 40°02′38″B 3°57′35″Đ / 40,043978°B 3,959726°Đ | RI-51-0003251       | 10-09-1966           | Upload image                                                                  |
| Tàn tích Hort d'en Seguí                               | Di tích Khảo cổ học                        | Ciudadela Hort d'en Seguí                                          |                                               | RI-51-0003299       | 10-09-1966           | Upload image                                                                  |
| Tàn tích Hort d'en Toni Mercadal Florit                | Di tích Khảo cổ học                        | Ciudadela Hort d'en Toni Mercadal Florit, Talaies de n'Alzina      | 40°00′31″B 3°50′05″Đ / 40,008622°B 3,834796°Đ | RI-51-0003406       | 10-09-1966           | Upload image                                                                  |
| Tàn tích ses Arenes Dalt                               | Di tích Khảo cổ học                        | Ciudadela                                                          |                                               | RI-51-0003273       | 10-09-1966           | Upload image                                                                  |
| Tàn tích Son Fe Anglada                                | Di tích Khảo cổ học                        | Ciudadela Son Fe Anglada, na Pedralla                              |                                               | RI-51-0003345       | 10-09-1966           | Upload image                                                                  |
| Tàn tích Son Morro                                     | Di tích Khảo cổ học                        | Ciudadela Son Morro                                                | 39°57′20″B 3°50′18″Đ / 39,955681°B 3,838394°Đ | RI-51-0003365       | 10-09-1966           | Upload image                                                                  |
| Tàn tích Son Olivar Baix (Mitjà d'en Bru)              | Di tích Khảo cổ học                        | Ciudadela Son Olivar de Baix                                       | 39°56′20″B 3°50′00″Đ / 39,938764°B 3,833422°Đ | RI-51-0003369       | 10-09-1966           | Upload image                                                                  |
| Tàn tích Son Olivar Nou                                | Di tích Khảo cổ học                        | Ciudadela Son Olivar Nou, tanca dels Ullastres                     |                                               | RI-51-0003372       | 10-09-1966           | Upload image                                                                  |
| Tàn tích Son Olivaret Vell                             | Di tích Khảo cổ học                        | Ciudadela Son Olivaret Vell, sa Tanca Nova                         |                                               | RI-51-0003373       | 10-09-1966           | Upload image                                                                  |
| Tàn tích Tot-lluc                                      | Di tích Khảo cổ học                        | Ciudadela Tot-lluc, na Prima, tanca de sa Torreta                  | 39°58′52″B 3°56′29″Đ / 39,981223°B 3,941504°Đ | RI-51-0003433       | 10-09-1966           | Upload image                                                                  |
| Tàn tích và hipogeo Binipati Vell                      | Di tích Khảo cổ học Hipogeo                | Ciudadela                                                          | 39°59′10″B 3°53′19″Đ / 39,986057°B 3,888721°Đ | RI-51-0003282       | 10-09-1966           | Upload image                                                                  |
| Tàn tích và hipogeo Santa Catalina                     | Di tích Khảo cổ học Hipogeo                | Ciudadela                                                          | 39°58′53″B 3°50′57″Đ / 39,981324°B 3,849194°Đ | RI-51-0003321       | 10-09-1966           | Upload image                                                                  |
| Tàn tích và hipogeos Tot-lluc                          | Di tích Khảo cổ học Hipogeo                | Ciudadela Tot-lluc, es Mitjà de Defora                             | 39°58′42″B 3°56′24″Đ / 39,978329°B 3,939906°Đ | RI-51-0003432       | 10-09-1966           | Upload image                                                                  |
| Tàn tích và Cantera Son Tarí Vell                      | Di tích Khảo cổ học                        | Ciudadela Son Tarí Vell, tanca de s'Antigot                        |                                               | RI-51-0003392       | 10-09-1966           | Upload image                                                                  |
| S'antigot sa Taula                                     | Di tích                                    | Ciudadela                                                          |                                               | RI-51-0003428       | 10-09-1966           | Upload image                                                                  |
| Sa Talaia d'Enfora                                     | Di tích Khảo cổ học Estructura ciclópea    | Ciudadela Son Angladó                                              | 40°02′40″B 3°51′39″Đ / 40,044497°B 3,860797°Đ | RI-51-0003341       | 10-09-1966           | Upload image                                                                  |
| Sa Tanca sa Cova                                       | Di tích Khảo cổ học                        | Ciudadela                                                          | 39°59′21″B 3°57′33″Đ / 39,989056°B 3,959042°Đ | RI-51-0003310       | 10-09-1966           | Upload image                                                                  |
| Sa Teulera Vella                                       | Di tích                                    | Ciudadela                                                          |                                               | RI-51-0003408       | 10-09-1966           | Upload image                                                                  |
| Sala hipóstila Alpara                                  | Di tích Khảo cổ học                        | Ciudadela Alpara, sa Talaieta, costa des Camí                      | 39°57′29″B 3°54′43″Đ / 39,958142°B 3,911966°Đ | RI-51-0003265       | 10-09-1966           | Upload image                                                                  |
| Sala hipóstila Son Piris                               | Di tích Khảo cổ học                        | Ciudadela Son Piris, tanca des Carrers                             | 39°57′14″B 3°54′10″Đ / 39,953751°B 3,902804°Đ | RI-51-0003379       | 10-09-1966           | Upload image                                                                  |
| Sala hipóstila và hipogeos Son Sarparets               | Di tích Khảo cổ học                        | Ciudadela Son Sarparets, s'Aljubet de Dalt                         | 39°59′39″B 3°56′41″Đ / 39,994247°B 3,944757°Đ | RI-51-0003384       | 10-09-1966           | Upload image                                                                  |
| San Antonio                                            | Di tích Kiến trúc quân sự                  | Ciudadela                                                          |                                               | RI-51-0008542       | 30-11-1993           | Upload image                                                                  |
| Santa Clara                                            | Di tích Arquitecura religiosa              | Ciudadela C. del Dormidor de ses Monges                            | 40°00′14″B 3°50′20″Đ / 40,003799°B 3,83876°Đ  | RI-51-0008543       | 30-11-1993           | Upload image                                                                  |
| Sepulcro Son Vell (Punta sa Cala)                      | Di tích Khảo cổ học                        | Ciudadela Cala de Son Vell                                         | 39°55′21″B 3°52′12″Đ / 39,922451°B 3,870025°Đ | RI-51-0003400       | 10-09-1966           | Upload image                                                                  |
| Sepulcro và restos Son Vell (sa Cala)                  | Di tích Khảo cổ học                        | Ciudadela Cala de Son Vell                                         | 39°55′26″B 3°52′08″Đ / 39,924012°B 3,868795°Đ | RI-51-0003399       | 10-09-1966           | Upload image                                                                  |
| Ses Talaies                                            | Di tích                                    | Ciudadela                                                          |                                               | RI-51-0003429       | 10-09-1966           | Upload image                                                                  |
| Son Bernardí                                           | Di tích Khảo cổ học                        | Ciudadela                                                          | 40°02′25″B 3°50′54″Đ / 40,040182°B 3,848471°Đ | RI-51-0003337       | 10-09-1966           | Upload image                                                                  |
| Son Olivar                                             | Di tích                                    | Ciudadela                                                          |                                               | RI-51-0003366       | 10-09-1966           | Upload image                                                                  |
| Son Toni Martinet                                      | Di tích Khảo cổ học                        | Ciudadela                                                          | 40°00′23″B 3°56′45″Đ / 40,006296°B 3,945848°Đ | RI-51-0003396       | 10-09-1966           | Upload image                                                                  |
| Son Triay                                              | Di tích Khảo cổ học                        | Ciudadela                                                          | 40°01′30″B 3°50′27″Đ / 40,025008°B 3,840745°Đ | RI-51-0003397       | 10-09-1966           | Upload image                                                                  |
| Son Vell                                               | Di tích Khảo cổ học                        | Ciudadela                                                          | 39°55′59″B 3°51′40″Đ / 39,932923°B 3,861093°Đ | RI-51-0003398       | 10-09-1966           | Upload image                                                                  |
| Talayot Binigafull                                     | Di tích Khảo cổ học Văn hóa talayótica     | Ciudadela Binigafull, sa Talaia Blanca                             | 40°01′27″B 3°54′11″Đ / 40,024262°B 3,90306°Đ  | RI-51-0003280       | 10-09-1966           | Upload image                                                                  |
| Talayot de San Juan Grande                             | Di tích Khảo cổ học Văn hóa talayótica     | Ciudadela Sant Joan Gran, es Forn de calç                          | 39°58′16″B 3°53′15″Đ / 39,971159°B 3,887635°Đ | RI-51-0003329       | 10-09-1966           | Upload image                                                                  |
| Talayot So na Parets Vives                             | Di tích Khảo cổ học Văn hóa talayótica     | Ciudadela                                                          | 39°56′01″B 3°51′11″Đ / 39,933682°B 3,852947°Đ | RI-51-0003335       | 10-09-1966           | Upload image                                                                  |
| Talayot Son Bou Vell                                   | Di tích Khảo cổ học Văn hóa talayótica     | Ciudadela Son Bou Vell, s'Antigot de Dalt                          | 39°56′54″B 3°51′36″Đ / 39,9483°B 3,859993°Đ   | RI-51-0003338       | 10-09-1966           | Upload image                                                                  |
| Talayot Son Olivar                                     | Di tích Khảo cổ học Văn hóa talayótica     | Ciudadela Son Olivar, Binitalaiot                                  | 39°56′32″B 3°50′27″Đ / 39,942107°B 3,840709°Đ | RI-51-0003367       | 10-09-1966           | Upload image                                                                  |
| Talayot Son Olivar Nou                                 | Di tích Khảo cổ học Văn hóa talayótica     | Ciudadela Son Olivar Nou, tanca de sa Talaia                       | 39°55′57″B 3°49′58″Đ / 39,932371°B 3,83265°Đ  | RI-51-0003370       | 10-09-1966           | Upload image                                                                  |
| Talayot Son Pau                                        | Di tích Khảo cổ học Văn hóa talayótica     | Ciudadela Son Pau, sa Talaieta                                     | 39°57′04″B 3°52′18″Đ / 39,951143°B 3,871799°Đ | RI-51-0003376       | 10-09-1966           | Upload image                                                                  |
| Talayot des Caragol                                    | Di tích Khảo cổ học Văn hóa talayótica     | Ciudadela Es Caragol, s'Hortal Nou                                 | 40°00′41″B 3°52′18″Đ / 40,011453°B 3,871616°Đ | RI-51-0003286       | 10-09-1966           | Upload image                                                                  |
| Talayot và hipogeo Son Alzina                          | Di tích Khảo cổ học Văn hóa talayótica     | Ciudadela Son Alzina                                               | 39°57′05″B 3°53′22″Đ / 39,951465°B 3,889424°Đ | RI-51-0003333       | 10-09-1966           | Upload image                                                                  |
| Talayot và hipogeo Son Juaneda (Sant Ignaci)           | Di tích Khảo cổ học Văn hóa talayótica     | Ciudadela                                                          | 40°01′07″B 3°52′05″Đ / 40,018495°B 3,86799°Đ  | RI-51-0003328       | 10-09-1966           | Upload image                                                                  |
| Talayot và restos Son Xoriguer                         | Di tích Khảo cổ học Văn hóa talayótica     | Ciudadela                                                          | 39°56′12″B 3°50′42″Đ / 39,936734°B 3,844901°Đ | RI-51-0003405       | 10-09-1966           | Upload image                                                                  |
| Tanca Malagarbeta (Hipogeo dels Tudons)                | Di tích Khảo cổ học Hipogeo                | Ciudadela                                                          | 39°59′53″B 3°53′51″Đ / 39,998°B 3,897611°Đ    | RI-51-0003444       | 10-09-1966           | Upload image                                                                  |
| Tanca s'Antigot                                        | Di tích                                    | Ciudadela Dragonera                                                |                                               | RI-51-0003360       | 10-09-1966           | Upload image                                                                  |
| Tanca s'Era (Hipogeo dels Tudons)                      | Di tích Khảo cổ học Hipogeo                | Ciudadela Els Tudons                                               | 39°59′57″B 3°53′28″Đ / 39,999273°B 3,891218°Đ | RI-51-0003395       | 10-09-1966           | Upload image                                                                  |
| Tanca sa Costa Blanca (Hipogeo dels Tudons)            | Di tích Khảo cổ học Hipogeo                | Ciudadela                                                          |                                               | RI-51-0003443       | 10-09-1966           | Upload image                                                                  |
| Tanca sa Cova                                          | Di tích                                    | Ciudadela                                                          |                                               | RI-51-0003382       | 10-09-1966           | Upload image                                                                  |
| Tanca Sa Cova                                          | Di tích                                    | Ciudadela                                                          |                                               | RI-51-0003413       | 10-09-1966           | Upload image                                                                  |
| Tháp atalaya Artruix                                   | Di tích Kiến trúc quân sự Lâu đài torre    | Ciudadela Sa Marjal Vella                                          | 39°55′47″B 3°54′35″Đ / 39,929684°B 3,909849°Đ | RI-51-0008546       | 30-11-1993           | Upload image                                                                  |
| Tháp d'en Quart                                        | Di tích Kiến trúc quân sự                  | Ciudadela                                                          | 40°01′48″B 3°53′12″Đ / 40,030007°B 3,886553°Đ | RI-51-0008551       | 30-11-1993           | Upload image                                                                  |
| Tháp phòng thủ Torre-saura                             | Di tích Kiến trúc quân sự                  | Ciudadela Son Saura Vell                                           | 39°56′17″B 3°52′36″Đ / 39,938134°B 3,876633°Đ | RI-51-0008545       | 30-11-1993           | Upload image                                                                  |
| Tháp phòng thủ Lâu đài San Nicolás                     | Di tích Kiến trúc quân sự                  | Ciudadela Paseo de San Nicolás                                     | 39°59′44″B 3°49′33″Đ / 39,995682°B 3,825781°Đ | RI-51-0008547       | 30-11-1993           | Torre de defensa del Castillo de San Nicolás · Upload image                   |
| Tháp Es Castellar (Tháp sa Caleta)                     | Di tích Kiến trúc quân sự                  | Ciudadela Son Blanc, sa Caleta                                     | 39°58′49″B 3°49′55″Đ / 39,980371°B 3,831817°Đ | RI-51-0008548       | 30-11-1993           | Upload image                                                                  |
| Tháp Ram                                               | Di tích Kiến trúc quân sự                  | Ciudadela Ses Cases                                                | 40°00′44″B 3°48′33″Đ / 40,012118°B 3,809088°Đ | RI-51-0008552       | 30-11-1993           | Upload image                                                                  |
| Tháp Llafuda                                           | Di tích                                    | Ciudadela                                                          |                                               | RI-51-0003412       | 10-09-1966           | Upload image                                                                  |
| Torrenova ở Lozano                                     | Di tích Prehistórico                       | Ciudadela                                                          |                                               | RI-51-0003414       | 10-09-1966           | Upload image                                                                  |
| Tot Lluquet                                            | Di tích Khảo cổ học                        | Ciudadela                                                          |                                               | RI-51-0003434       | 10-09-1966           | Upload image                                                                  |
| Vela Dalt                                              | Di tích Khảo cổ học                        | Ciudadela                                                          | 39°57′31″B 3°54′52″Đ / 39,958669°B 3,914348°Đ | RI-51-0003266       | 10-09-1966           | Upload image                                                                  |
| Vinya Dalt                                             | Di tích Khảo cổ học                        | Ciudadela Son Olivaret Vell                                        | 39°56′48″B 3°50′59″Đ / 39,946653°B 3,849784°Đ | RI-51-0003374       | 10-09-1966           | Upload image                                                                  |
| Khu vực Santa María Magdalena                          | Di tích Khảo cổ học                        | Ciudadela Santa María Magdalena                                    |                                               | RI-51-0003322       | 10-09-1966           | Upload image                                                                  |